# Nivaldo Ornelas
Nivaldo Lima Ornelas (Belo Horizonte, 22 de abril de 1941) é um saxofonista, flautista, compositor e arranjador brasileiro.
Fundou em 1964 o Clube Berimbau, em Belo Horizonte. A casa serviu como ponto de encontro dos músicos mineiros que mais tarde formariam o Clube da Esquina.
Formou em 1967 o Quarteto Contemporâneo, com Jairo Moura (piano), Tibério César (contrabaixo) e Paulo Braga (bateria). Em 1970, mudou-se para o Rio de Janeiro, onde foi integrante do grupo Som Imaginário.
Com o Som Imaginário apresentou-se ao lado de grandes nomes da MPB, como Gal Costa (no Teatro Opinião) e Milton Nascimento.
Participou da gravação de três álbuns de Taiguara: Fotografias (1973), Imyra, Tayra, Ipy - Taiguara (1976) e Brasil Afri (1994).
Participou do documentário Trindade: Curto Caminho Longo, realizado em 1977. Em 1978, viajou para os Estados Unidos com Flora Purim e Airto Moreira.
Seu primeiro disco solo, Portal dos Anjos, gravado na sua volta ao Brasil, recebeu o Troféu Villa-Lobos em 1979.

## Prêmios
- Troféu Villa-Lobos (1979, pelo disco Portal dos anjos)
- Melhor Trilha Sonora do XIV Festival de Cinema de Brasília (1981, pelo curta-metragem João Rosa)
- Melhor Trilha Sonora da APATEDEMG (1982, pela peça O encontro marcado, baseado na obra de Fernando Sabino)
- Troféu Chiquinha Gonzaga (1983, pelo disco Viagem através de um sonho)
- Melhor Instrumentista de Sopro do Ano - Associação de Críticos de Arte de São Paulo (1983)
- Melhor Música Original do XII Festival de Cinema de Brasília (1984, pela música de A dança dos bonecos, de Helvécio Ratton)
- Troféu Cândido Mendes (1986, pelo Projeto do Meio-Dia)
- Troféu Clube da Esquina - Federação das Indústrias de Minas Gerais e Rede Globo Minas (1998)
- Prêmio Sharp de Música (1999, categoria Melhor Disco Instrumental do Ano, pelo CD Arredores
- Troféu Clube da Esquina - Assembleia Legislativa do Estado de Minas Gerais (1999)
- Troféu Músico do Ano de Belo Horizonte (2001)

## Discografia
- 1978 - Portal dos Anjos (MBPC)
- 1982 - À Tarde (Syracuse)
- 1983 - Viagem através de um sonho (Independente)
- 1984 - Som e Fantasia: Nivaldo Ornelas & Marcos Resende (Barclay/Ariola)
- 1989 - Concerto Planeta Terra com Nelson Ayres, Márcio Montarroyos e Toninho Horta (IBM)
- 1990 - Colheita de Trigo (Chorus/Som Livre)
- 1993 - Nivaldo Ornelas & Paulo Moura (Tom Brasil)
- 1996 - Aquarelas: Nivaldo Ornelas e Juarez Moreira (Independente)
- 1996 - Nivaldo Ornelas e Ricardo Leão - As canções de Milton Nascimento (Visom)
- 1998 - Arredores (Independente)
- 1999 - Reciclagem (ao vivo) (Eldorado)
- 2003 - Nivaldo Ornelas e Amilson Godoy (Azul Records)
- 2005 - Viagem em Direção ao Oco do Toco (Mayomel)
- 2009 - Fogo e ouro (SESC/Paratodos)